# Glossosoma speculare
Glossosoma speculare är en nattsländeart som beskrevs av Kobayashi 1972. Glossosoma speculare ingår i släktet Glossosoma och familjen stenhusnattsländor. Inga underarter finns listade i Catalogue of Life.